# 查朗寺
查朗寺，位于中国青海省达日县建设乡卡热村，为第六批青海省文物保护单位，公布日期为1998年12月22日，类型为古建筑。
查朗寺的历史年代为清。